# Загір'я-Кукільницьке
Загір'я-Кукільницьке — село Більшівцівської селищної громади Івано-Франківського району Івано-Франківської області. 
У податковому реєстрі 1515 року в селі документується млин і 4 лани (близько 100 га) оброблюваної землі та ще 2 лани тимчасово вільної.